# Tell Me Why (canção de Exposé)
"Tell Me Why" é o terceiro single do álbum What You Don't Know, lançado pelo grupo de freestyle Exposé em 1989. A canção foi escrita e produzida pelo fundador do grupo, Lewis A. Martineé. Os vocais principais são cantados por Gioia Bruno. 
"Tell Me Why" continuou a sequencia de sucessos para o grupo na Billboard Hot 100, quando alcançou a posição #9 no início de 1990. Foi o sétimo single consecutivo a alcançar o Top 10 da Hot 100. Remixes da canção foram populares em clubes dos Estados Unidos, permitindo que a canção cheguasse a posição #3 na Hot Dance Billboard Club Play. No Reino Unido a canção não obteve grande sucesso, chegando a posição #97.

## Faixas
Estados Unidos 12" Single
| N.º | Título                                                   | Duração |  |
| 1.  | "Tell Me Why" (No Name Mix Part 1 (Dub)/Part 2 (Vocals)) | 10:22   |  |
| 2.  | "Let Me Down Easy" (Radio Mix)                           | 4:50    |  |
| 3.  | "Tell Me Why" (Groovehouse Mix)                          | 7:37    |  |
| 4.  | "Tell Me Why" (Extended Remix)                           | 6:40    |  |

Estados Unidos CD Promo Single
| N.º | Título                           | Duração |  |
| 1.  | "Tell Me Why" (Remix Radio Edit) | 4:26    |  |
| 2.  | "Tell Me Why" (Radio Edit)       | 4:27    |  |
| 3.  | "Tell Me Why" (Extended Remix)   | 6:39    |  |
| 4.  | "Tell Me Why"                    | 5:21    |  |

Reino Unido CD Promo Single
| N.º | Título                                               | Duração |  |
| 1.  | "Tell Me Why" (Dakeyne and Steve Anderson Remix)     | 3:59    |  |
| 2.  | "Tell Me Why" (Dakeyne And Steve Anderson 12" Remix) | 6:28    |  |
| 3.  | "Let Me Down Easy"                                   | 4:50    |  |

## Desempenho nas paradas musicais
| Parada musical (1989/1990)                          | Melhor posição |
| --------------------------------------------------- | -------------- |
| Canadá (RPM Dance/Urban)                            | 15             |
| Canadá (RPM Top 100 Singles)                        | 34             |
| Estados Unidos (Billboard Hot 100)                  | 9              |
| Estados Unidos (Hot Dance Music/Club Play)          | 3              |
| Estados Unidos (Hot Dance Music/Maxi-Singles Sales) | 26             |
| Países Baixos (MegaCharts)                          | 78             |
| Reino Unido (UK Singles Chart)                      | 97             |